# 22057 Браянкінґ
22057 Браянкінґ (22057 Brianking) — астероїд головного поясу, відкритий 4 січня 2000 року.
Тіссеранів параметр щодо Юпітера — 3,591.